# Добросердов, Константин Леонидович
Константин Леонидович Добросердов (24 октября 1891 года, Москва — 31 марта 1949 года, там же) — советский военный деятель, генерал-майор (4 июня 1940 года).
Депутат Верховного Совета Украинской ССР 1 созыва и член Военного совета НКО СССР.

## Начальная биография
Константин Леонидович Добросердов родился 24 октября 1891 года в Москве в семье служащего.
Получил начальное образование.

## Военная служба

### Первая мировая и гражданская войны
В 1914 году был призван в ряды Русской императорской армии и направлен на учёбу в Московскую школу прапорщиков, после окончания которой в 1915 году назначен на должность командира роты и в чине поручика принимал участие в боевых действиях на Западном фронте.
В январе 1919 года призван в ряды РККА и назначен на должность командира роты в составе 3-го запасного стрелкового батальона, с февраля 1920 года служил на должностях командира этого же батальона, командира батальонов в составе 5-го и 14-го стрелковых полков, а в августе того же года назначен на должность командира полка в составе 2-й и 1-й бригад (2-я Донская стрелковая дивизия). Принимал участие в боевых действиях в ходе ликвидации десанта под командованием полковника Ф. Д. Назарова на территории Донской области, Улагаевского десанта в районе станицы Ольгинская, в наступательных боевых действиях против войск под командованием генерала П. Н. Врангеля на северном побережье Азовского моря и на мариупольском и мелитопольском направлениях, а затем — против вооружённых формирований под командованием Н. И. Махно на территории Таврической и Екатеринославской губерний.

### Межвоенное время
В июле 1922 года назначен на должность командира отдельного караульного батальона, в октябре того же года — на должность начальника дивизионной учебной школы 9-й Донской стрелковой дивизии, в феврале 1923 года — на должность помощника командира 25-го стрелкового полка в составе этой же дивизии, а в октябре того же года — на должность командира 64-го стрелкового полка (22-я стрелковая дивизия, Северокавказский военный округ). В августе 1924 года Добросердов направлен на учёбу на Стрелково-тактические курсы «Выстрел», после окончания которых с 1925 года служил на должностях командира 64-го и 65-го стрелковых полков (22-я стрелковая дивизия).
После окончания курсов усовершенствования высшего начальствующего состава при Военной академии имени М. В. Фрунзе в феврале 1931 года назначен на должность помощника командира 37-й стрелковой дивизии, в феврале 1937 года — на должность командира 52-й стрелковой дивизии, а 15 февраля 1938 года — на должность командира 7-го стрелкового корпуса (Одесский военный округ).
В 1941 году окончил курсы усовершенствования командного состава при Военной академии имени К. Е. Ворошилова.

### Великая Отечественная война
С началом войны 24 июня корпус под командованием Добросердова был включён в состав Южного фронта, а в конце июня — в состав Юго-Западного фронта, после чего принимал участие в боевых действиях в районе городов Славута и Изяслав, а затем отступал по направлению на Киев. Со 2 августа Добросердов находился в распоряжении командующего войсками Юго-Западного фронта и в том же году назначен на должность начальника штаба 37-й армии, который вскоре принимал участие в боевых действиях в ходе Киевской оборонительной операции, во время которой после отхода на левый берег Днепра в районе городов Бровары и Борисполь армия попала в окружение, однако продолжила обороняться. 14 октября 1941 года группа офицеров штаба армии во главе с Добросердовым была блокирована при попытке прорваться из окружения и после боя захвачена в плен. Добросердов был направлен в лагерь военнопленных во Владимире-Волынском, вскоре переведён в концентрационный лагерь Хахинштейн, а в 1944 году — в крепость Вайсенбург.
27 апреля 1945 года Константин Леонидович Добросердов был освобождён американскими войсками и 22 мая отправлен в Париж в распоряжение Советской военной миссии по делам репатриации, через которую направлен в Москву.

### Послевоенная карьера
После окончания войны Добросердов после прохождения спецпроверки в НКВД 28 октября 1945 года восстановлен в кадрах Красной Армии с восстановлением в воинском звании и вскоре был направлен на учёбу на высшие академические курсы при Высшей военной академии имени К. Е. Ворошилова, после окончания которых с января 1947 года находился в распоряжении Управления кадров Сухопутных войск и в июне назначен на должность начальника военной кафедры Московского полиграфического института, в декабре того же года — на должность начальника военной кафедры Государственного центрального института физической культуры, а в феврале 1948 года — на должность начальника военной кафедры Московского юридического института.
Генерал-майор Константин Леонидович Добросердов умер 31 марта 1949 года в Москве. Похоронен на Даниловском кладбище.

## Воинские звания
- Полковник (26 ноября 1935 года)
- Комбриг (22 февраля 1938 года)
- Комдив (9 февраля 1939 года)
- Генерал-майор (4 июня 1940 года[1])

## Награды
- Орден Ленина (1946);
- Два ордена Красного Знамени (22.02.1938, 1947);
- Медали[1].